# Воскресенье (мультфильм)
«Воскресенье» (фр. Dimanche) — канадский короткометражный мультипликационный фильм Патрика Дойона. Премьера картины состоялась в феврале 2011 года на Берлинском международном кинофестивале, а онлайн-премьера 5 января 2012 года.

## Сюжет
Воскресное утро. Мальчик стоит возле железнодорожных путей, а затем кладёт монетку на одну из рельс и, когда состав проходит, поднимает её уже ставшей вытянутой и плоской. В это время к нему подходит его мать и забирает его домой, где готовит к воскресному походу в церковь. После службы, когда начинают собирать пожертвования, мальчик помещает свою плоскую монету в конверт и кладёт его к другим пожертвованиям. После богослужения семья едет к своим родственникам в гости. Взрослые говорят друг с другом и не обращают внимания ни на ворон, которые каркают снаружи, ни на мальчика. Ему скучно, он наблюдает за тем, как бабушка готовит рыбный суп, а потом замечает, что медвежья голова висящая на стене в гостиной не выглядит такой уж мёртвой.
Он выходит из дома, обходит его и видит, что медвежья голова в стене дома это не трофей, а застрявший в окне живой медведь. Мальчик снова идёт к железной дороге и кладёт на пути монету, которую взял из кармана брюк дедушки, пока тот спал на диване в гостиной. Медведь, услышав звук поезда, вырывается из своей ловушки и бежит к рельсам, а затем садится на них. Мальчик пытается его спасти, но не успевает и поезд наезжает на медведя. После того, как состав скрывается, мальчик подходит к рельсам и поднимает с них монетку. Он видит, что изображение на ней изменилось: до этого на одной из её сторон был изображён медведь, а на второй было изображение королевы, сейчас же на одной из них был изображён мёртвый медведь, а на другой он же, но застрявший в окне дома.
Мальчик кладёт монету обратно, а затем идёт к машине родителей, которые уже ждут его там и вся семья уезжает обратно домой.

## Производство
Для Патрика Дойона, художника-мультипликатора из Монреаля, «Воскресенье» стало первой профессиональной работой. До этого Дойон создал лишь трёхминутный мультфильм «Square Roots» в 2006 году, во время обучения в одной из программ Канадской государственной службы кинематографии для начинающих аниматоров.
Мультфильм создан с помощью технологии рисованной мультипликации с применением компьютерной анимации. Перед тем, как начать компьютерную обработку, пришлось отсканировать 15 коробок листов с нарисованными эскизами. В результате работа над картиной длилась два года. В одном из интервью Дойон сказал, что использовал технологию рисованной мультипликации потому, что он верит в то, что такие методы создания лучше помогают отображать эмоции, а также, что на создание этого мультфильма его вдохновило его детство проведённое в одном из небольших городов Квебека.

## Награды и номинации
В 2012 году мультфильм номинировался на премию «Оскар» в категории «Лучший анимационный короткометражный фильм», а также на премию «Энни» в той же номинации. Годом ранее он получил специальный приз Берлинского международного кинофестиваля и был номинирован на главный приз Международного фестиваля анимационных фильмов в Анси.